# Алексино (село, Петушинский район)
Алексино — село в Петушинском районе Владимирской области России, входит в состав Пекшинского сельского поселения.

## География
Село расположено в 24 км на север от центра поселения деревни Пекша и в 40 км на северо-восток от райцентра города Петушки.

## История
В селе Алексино до постройки каменной церкви стояла деревянная церковь Святителя Николая с приделами Трёх Святителей и мученика Савина, вверху церкви был придел святителя Василия Кесарийского, а в трапезной — мученицы Параскевы. Деревянная церковь существовала до 1827 года. В 1790 году помещик Закревский продал часть села и земли графу Александру Воронцову, сыну графа Романа Воронцова, первого Владимирского губернатора. Граф Александр Воронцов пожертвовал 500 рублей на строительство нового каменного храма. В 1832 году в Алексине был освящён каменный трёхпрестольный храм Святителя Николая Чудотворца с приделами Архистратига Божия Михаила и Казанской иконы Божией Матери в трапезной. Видимо, средств на строительство было достаточно, поэтому в «Историко-статистическом описании» указано: «…храм пятиглавый, колокольня устроена одновременно с церковью». В советские времена, в 1930-х годах, Никольская церковь в Алексино была закрыта и разорена. В дальнейшем храм использовался под хозяйственные нужды.
По данным на 1860 год село принадлежало князю Семёну Воронцову.
В конце XIX — начале XX века село входило в состав Воронцовской волости Покровского уезда.
По данным на 1895 год, в селе ежегодно 9 мая проводилась однодневная Никольская ярмарка. Товары, доставляемые на ярмарку: мука, крупа, соль, постное масло, мёд, мясо, деревянная посуда, железные изделия, сукно, ситец и прочее. Доход торговцев за ярмарочный день составлял около 60 рублей.
С 1929 года село являлось центром Алексинского сельсовета Собинского района, с 1940 года — в составе Дровновского сельсовета, с 1945 года — в составе Петушинского района, с 1949 года — в составе Васильковского сельсовета, с 1968 года — в составе Анкудиновского сельсовета, 2005 года — в составе Пекшинского сельского поселения.

## Население
| 1859 | 1905 | 1926 |
| ---- | ---- | ---- |
| 354  | 149  | 90   |

| 1859 | 1905 | 1926 | 2002 | 2010 | 2021 |
| ---- | ---- | ---- | ---- | ---- | ---- |
| 354  | ↘149 | ↘90  | ↘0   | →0   | ↗3   |

## Достопримечательности
В деревне находится недействующая Церковь Николая Чудотворца (1832). Восстановление началось в начале 2010-х годов. На сегодняшний день храм активно восстанавливается.